# Egaña (Uruguay)
Egaña es una localidad uruguaya del departamento de Soriano.

## Geografía
La localidad se ubica en el centro del departamento de Soriano, sobre la cuchilla del Bizcocho, 3 km al norte de la ruta 2 en su km 223, y sobre la línea de ferrocarril Cardona-Mercedes con estación en su km 236. Aproximadamente 64 km la separan de la capital departamental, Mercedes.

## Historia
Egaña tuvo sus orígenes en 1925, cuando la familia de Silvestre Pérez se instaló en la zona junto a las vías del tren, y posteriormente llegaron más pobladores desde los departamentos de San José y Canelones.
En 1928 se realizó el fraccionamiento de parcelas y su correspondiente venta.
La localidad fue elevada a la categoría de pueblo por ley 13959 del 13 de mayo de 1971.

## Población
Según el censo de 2011 la localidad contaba con una población de 783 habitantes.
| 675           | 673 | 690 | 709 | 852 | 783 |
| (Fuente: INE) |     |     |     |     |     |